# Спољни односи Украјине
Украјина има званичне међудржавне односе са многим народима, а у последњих неколико деценија су успостављени дипломатски односи са већим бројем земаља. Спољни односи Украјине вођени су низом кључних приоритета који су дефинисани у спољној политици Украјине.

## Односи са земљама Запада
Украјина сматра евроатлантске интеграције примарним циљем спољне политике, али у пракси балансира између односа са Европом и Сједињеним Државама и покушава да прекине своје значајне везе са Русијом. Споразум о партнерству и сарадњи између Европске уније и Украјине је ступио на снагу 1. марта 1998. године. Европска унија (ЕУ) је охрабрила Украјину да у потпуности спроведе одредбе Споразума о партнерству и сарадњи пре него што почну разговори о споразуму о придруживању. Заједничка стратегија ЕУ према Украјини, објављена на самиту ЕУ у Хелсинкију 1999. године придаје значај дугорочним тежњама Украјине ка отворености за сарадњу, али не разматра придруживање.
Украјина се 31. јануара 1992. године придружила тадашњој Конференцији о безбедности и сарадњи у Европи (сада Организација за безбедност и сарадњу у Европи — ОЕБС), а 10. марта 1992. године постаје чланица Северноатлантског савета за сарадњу. Држава такође има блиске односе са НАТО-ом, а исказано је интересовање за чланство. То је најактивнији члан Партнерства за мир (ПЗМ). Бивши председник Виктор Јушченко назначио је да подржава будући улазак Украјине у ЕУ. Планови за чланство Украјине у НАТО-у су одложени од стране Украјине након председничких избора 2010. године на којима је Виктор Јанукович изабран за председника.
Јанукович је затоварао политику по којој је Украјина морала да остане несврстана држава. Ово се материјализовало 3. јуна 2010. године када је парламент Украјине (Врховна рада) са 226 гласова искључио циљ „интеграције у евроатлантску безбедност и чланство у НАТО-у“ из националне безбедносне стратегије земље, дајући земљи статус несврстане земље. „ Европске интеграције “ су остале део националне безбедносне стратегије Украјине, а сарадња са НАТО-ом није искључена.
Украјина је тада односе са НАТО-ом сматрала партнерством.  Обе стране су наставиле да одржавају заједничке семинаре и тактичке и стратешке вежбе. Након свргавања Јануковича у фебруару 2014. и руске анексије Крима, обновљена је тежња ка чланству у НАТО-у. Парламент је 23. децембра 2014. године, са 303 гласа за, укинуо статус несврстане државе који је Украјина до тада имала.

## Билатерални безбедносни споразуми
Почетком 2024. године а након руске инвазије на Украјину, бројни савезници Украјине потписали су дугорочне билатералне безбедносне споразуме на дуги низ година (често на период од једне деценије). Они проистичу из декларације земаља Г7 на самиту НАТО-а у Вашингтону 12. јула 2023. године, којом је закључено успостављање оквира билатералних безбедносних споразума о дугорочној војној, материјалној и економској подршци у одбрани Украјине. Билатерални споразуми дали су приоритет јачању украјинских система противваздушне одбране, артиљерије, оклопних средстава и борбене авијације како би се, како је наглашено, одбила војна агресија Русије.
- 12. јануар 2024: Уједињено Краљевство је потписало десетогодишњи споразум о билатералној безбедносној сарадњи са Украјином.[7]
- 16. фебруар 2024: Француска и Немачка потписале су десетогодишње билатералне споразуме о безбедносној сарадњи са Украјином.[8][9]
- 23. фебруар 2024: Данска је потписала десетогодишњи споразум о билатералној безбедносној сарадњи са Украјином.[10]
- 24. фебруар 2024: Канада и Италија потписале су десетогодишње билатералне споразуме о безбедносној сарадњи са Украјином.[11][12]

Још 30 земаља је објавило да је спремно да потпише такве дугорочне билатералне безбедносне споразуме са Украјином и тренутно се воде преговори. Од октобра 2024. године, стране које су преговарале о дугорочним билатералним безбедносним споразумима са Украјином укључивале су Црну Гору  и Јужну Кореју. 28 земаља, као и Европска унија, већ су закључиле билатералне безбедносне споразуме са Украјином.
- 1. март 2024: Холандија је потписала 10-годишњи споразум о билатералној безбедносној сарадњи са Украјином.[16]
- 3. април 2024: Финска је потписала 10-годишњи споразум о билатералној безбедносној сарадњи са Украјином.[17]
- 11. април 2024: Летонија је потписала 10-годишњи билатерални споразум о безбедности са Украјином.[18]
- 27. мај 2024: Шпанија је потписала 10-годишњи споразум о билатералној безбедносној сарадњи са Украјином.[19]
- 28. мај 2024: Белгија и Португал потписале су 10-годишње билатералне споразуме о сарадњи у области безбедности са Украјином.[20][21]
- 31. мај 2024: Шведска, Норвешка и Исланд потписале су 10-годишње билатералне споразуме о сарадњи у области безбедности са Украјином.[22][23][24]
- 13. јун 2024: Сједињене Државе и Јапан потписали су 10-годишње билатералне споразуме о сарадњи у области безбедности са Украјином.[25][26]
- 27. јун 2024: Естонија, Литванија и Европска унија потписале су 10-годишње билатералне споразуме о сарадњи у области безбедности са Украјином.[27][28][29]
- 8. јул 2024: Пољска је потписала 10-годишњи споразум о билатералној безбедносној сарадњи са Украјином.[30]
- 10. јул 2024: Луксембург је потписао 10-годишњи споразум о билатералној безбедносној сарадњи са Украјином.[31]
- 11. јул 2024: Румунија је потписала 10-годишњи споразум о билатералној безбедносној сарадњи са Украјином.[32]
- 18. јул 2024: Чешка Република и Словенија потписале су 10-годишње билатералне споразуме о сарадњи у области безбедности са Украјином.[33][34]
- 4. септембар 2024: Ирска је потписала 10-годишњи споразум о билатералној безбедносној сарадњи са Украјином.[35]
- 9. октобар 2024: Хрватска је потписала 10-годишњи споразум о билатералној безбедносној сарадњи са Украјином.[36]
- 17. октобар 2024: Грчка је потписала 10-годишњи билатерални споразум о сарадњи у области безбедности и одбране са Украјином, на маргинама Европског савета у Бриселу.[37]
- 27. новембар 2024: Привремена влада Бугарске одобрила је 10-годишњи споразум о билатералној безбедносној сарадњи са Украјином. Потписивање споразума је, међутим, одложено до непознатог датума током 2025. године, јер је највећа бугарска странка само дала одобрење да га потпише наступајућа (која још није формирана) редовна влада, док су они одбили захтев да дају сагласност за потписивање прелазне владе.[38][39][40][41]
- 16. јануар 2025: Уједињено Краљевство је потписало 100-годишњи споразум о билатералној безбедносној сарадњи са Украјином.[42]
- 21. јануар 2025: Албанија је потписала десетогодишњи споразум о билатералној безбедносној сарадњи са Украјином.[43]

## Односи са државама чланицама ЗНД-а
Односи Украјине са Русијом били су компликовани због испаљеног проблема зависности од енергената и неизмирених обавеза у плаћању. Међутим, односи су се побољшали ратификацијом билатералног Споразума о пријатељству и сарадњи 1998. године. Две стране су потписале низ споразума о коначној подели и располагању над бившом совјетском Црноморском флотом, што је помогло у смањењу тензија. Међутим, Украјина је прекинула дипломатске односе са Русијом када је Русија започела инвазију на Украјину.
Украјина је постала (незванични) члан Заједнице независних држава (ЗНД) 8. децембра 1991. године. У јануару 1993. године је одбијено нацрт повеље којом се јачају политичке, економске и одбрамбене везе међу чланицама ЗНД-а. Потпуни престанак учествовања датира ид марта 2014. године. Украјина је била једна од оснивачица ГУАМ-а ( Грузија - Украјина - Азербејџан - Молдавија).
У периоду од 1999. до 2001. године, Украјина је имала статус несталне чланице Савета безбедности УН. Совјетска Украјина се придружила Уједињеним нацијама 1945. године као једна од првобитних чланица након западног компромиса са Совјетским Савезом, који је тражио места за свих 15 својих савезних република. Украјина је доследно подржавала мирно решавање спорова. Учествовала је у четвоространим преговорима о сукобу у Молдавији и промовисала мирно решавање сукоба у Грузији.
Леонид Деркач (директор СБУ, украјинске безбедносне службе, наследника КГБ-а) је отпуштен због притиска Запада након што је организовао продају радарских система Ираку, у тренутку када је стављен ембарго на продају такве робе.

## Међународни спорови

### Белорусија
Споразум о граници са Белорусијом из 1997. године до данас није ратификован због нерешених финансијских потраживања и смањења безбедности границе.

### Русија
Разграничење копнене границе са Русијом је остало непотпуно, али су се обе стране усагласиле око намере да одложе процес. Поморска граница кроз Азовско море и Керчки мореуз остаје нерешена упркос оквирном споразуму из децембра 2003. године и текућим дискусијама на нивоу стручњака. Премијер Владимир Путин је наводно изјавио на самиту НАТО-а и Русије 2008. године да ако се Украјина придружи НАТО-у, његова земља може да се бори за анексију украјинског истока и Крима. Од априла 2024. године, Русија је анектирала Кримско полуострво и делимично четири друга региона Украјине: Доњецк, Луганск, Херсон и Запорожје.
Почев од новембра 2013. године, одлука украјинског председника Виктора Јануковича да одустане од потписивања споразума о интеграцији са Европском унијом започела је период грађанских немира између Украјинаца који су се залагали за интеграцију са Европском унијом и оних који су желели ближе везе са Русијом . Ово је кулминирало Револуцијом достојанства. Русија је искористила ову изразиту политичку дестабилизацију да анектира Крим у марту 2014. године. Украјина и даље полаже право на суверенитет над територијом по било којој врсти међународног права. Русија је такође наводно подржала квазисепаратистичке снаге у рату у Донбасу. У децембру 2015. године, руски хакери су хаковали украјинску електроенергетску мрежу, што је довело до нестанка струје широм земље.
Дана 24. фебруара 2022. године, дипломатски односи са Русијом су прекинути као одговор на руску инвазију на Украјину.

### Молдавија
Упостављени су заједнички царински пунктови за праћење транзита кроз отцепљени регион Молдавије Придњестровље, који је и даље под надзором ОЕБС-а .

### Румунија
Украјина и Румунија су успешно решиле спор око Змијског острва којим управља Украјина, и поморских граница у Црном мору, пред Међународним судом правде. У Светском извештају који је објавила ЦИА, а који датира из 2010. године наводи се да се „Румунија противи поновном отварању пловидбеног канала од границе на Дунаву кроз Украјину до Црног мора од стране Украјине“.

## Промоција инвестиција
Државно предузеће <i>ИнвестУкрајина</i> је основано  у оквиру Државне агенције за инвестиције и националне пројекте (Национални пројекти)  како би служило као јединствени систем намењен инвеститорима са циљем пружања услуге инвестиционог консалтинга.

## Списак референци
1. ↑  „Ukraine makes it official: Nation will abandon plans to join NATO”.
2. 1 2  Yanukovych opens door to Russian navy keeping base in Ukraine GlobalSecurity.org Retrieved on March 9, 2010
3. 1 2  Ukraine drops NATO membership bid, EUobserver (June 6, 2010)
4. ↑  Yanukovych: Ukraine currently not ready to join NATO, Kyiv Post (May 27, 2010)
5. ↑  „Ukraine has no alternative to Euro-Atlantic integration – Ukraine has no alternative to Euro-Atlantic integration – Poroshenko”. Interfax-Ukraine (на језику: енглески). Приступљено 2025-05-01.
6. 1 2 3 4  Wojciech Lorenz (26. 2. 2024). „Bilateral Security Agreements with Ukraine Present Opportunities and Challenges”. Polish Institute of International Affairs (на језику: пољски). Приступљено 16. 3. 2024.
7. ↑  „Ukraine and Britain sign security agreement in Kyiv”. Reuters. 12. 1. 2024. Приступљено 16. 3. 2024.
8. ↑  „Ukraine signs French security pact after similar agreement with Germany”. Al Jazeera (на језику: енглески). Приступљено 2024-06-14.
9. ↑  „Germany and Ukraine sign security agreement”. POLITICO (на језику: енглески). 2024-02-16. Приступљено 2024-06-14.
10. ↑  Brzozowski, Alexandra (2024-02-24). „Ukraine and Denmark sign 10-year security agreement”. www.euractiv.com (на језику: енглески). Приступљено 2024-06-14.
11. ↑  Wark, Wesley (2024-03-03). „Canada's new 10-year security deal with Ukraine”. Wesley Wark’s National Security and Intelligence Newsletter. Приступљено 2024-06-14.
12. ↑  „Ukraine and Italy sign bilateral security agreement, Zelenskiy says”.
13. ↑  „Ukraine, Montenegro in talks for new bilateral security agreement”. The Kyiv Independent (на језику: енглески). 2024-08-30. Приступљено 2024-08-31.
14. ↑  „Negotiations on a security agreement with another country have begun”. TSN. 15. 3. 2024. Приступљено 16. 3. 2024.
15. ↑  „The Netherlands to donate watercraft to Ukraine”. Ministry of Defence of the Netherlands. 1. 3. 2024. Приступљено 16. 3. 2024.
16. ↑  „Netherlands, Ukraine sign 10-year security cooperation agreement”. interfax.com. Приступљено 2025-05-02.
17. ↑  „Finland and Ukraine sign long-term security agreement”. euronews (на језику: енглески). 2024-04-03. Приступљено 2025-05-02.
18. ↑  „Latvia and Ukraine sign a historic agreement on long-term security commitments | Ārlietu ministrija”. www.mfa.gov.lv (на језику: енглески). Приступљено 2025-05-02.
19. ↑  „Ukraine gets €1B in arms and security pact with Spain”. POLITICO (на језику: енглески). 2024-05-27. Приступљено 2025-05-02.
20. ↑  „Zelensky arrives in Portugal, signs bilateral security deal”. The Kyiv Independent (на језику: енглески). 2024-05-28. Приступљено 2025-05-02.
21. ↑  „Belgium, Ukraine sign security agreement”. TASS. Приступљено 2025-05-02.
22. ↑  „Ukraine, Sweden sign long-term security agreement”. The Kyiv Independent (на језику: енглески). 2024-05-31. Приступљено 2025-05-02.
23. ↑  „Ukraine, Iceland sign long-term security agreement”. The Kyiv Independent (на језику: енглески). 2024-05-31. Приступљено 2025-05-02.
24. ↑  „Sweden, Norway ink long-term security deals with Ukraine”. The Economic Times. 2024-06-01. ISSN 0013-0389. Приступљено 2025-05-02.
25. ↑  Kestler-D'Amours, Jillian. „G7 summit updates: US, Ukraine sign 10-year security pact including F-16s”. Al Jazeera (на језику: енглески). Приступљено 2025-05-02.
26. ↑  Ninivaggi, Gabriele (2024-06-14). „Japan locks in support for Ukraine with nonbinding security agreement”. The Japan Times (на језику: енглески). Приступљено 2025-05-02.
27. ↑  „Ukraine signs security agreements with Lithuania and Estonia”. www.ukrinform.net (на језику: енглески). 2024-06-27. Приступљено 2025-05-02.
28. ↑  „Ukraine signs long-term security deals with Estonia, Lithuania”. The Kyiv Independent (на језику: енглески). 2024-06-27. Приступљено 2025-05-02.
29. ↑  „Ukraine, EU sign security pacts in Brussels”. Firstpost (на језику: енглески). 2024-06-27. Приступљено 2025-05-02.
30. ↑  „Poland, Ukraine sign security agreement”. The Kyiv Independent (на језику: енглески). 2024-07-08. Приступљено 2025-05-02.
31. ↑  „Ukraine and Luxembourg sign security agreement”. The Kyiv Independent (на језику: енглески). 2024-07-11. Приступљено 2025-05-02.
32. ↑  „Ukraine and Romania signed bilateral agreement on security”. www.1lurer.am (на језику: енглески). 2024-07-11. Приступљено 2025-05-02.
33. ↑  „Ukraine, Slovenia sign security agreement”. www.ukrinform.net (на језику: енглески). 2024-07-18. Приступљено 2025-05-02.
34. ↑  „Ukraine and Czechia sign defence agreement in Britain”. Radio Prague International (на језику: енглески). 2024-07-18. Приступљено 2025-05-02.
35. ↑  „Ukraine, Ireland sign agreement on cooperation, support”. The Kyiv Independent (на језику: енглески). 2024-09-04. Приступљено 2025-05-02.
36. ↑  „Cooperation Between Defense Industries and Support for Humanitarian Demining: Ukraine and Croatia Sign Agreement — Official website of the President of Ukraine”. Official website of the President of Ukraine (на језику: енглески). Приступљено 2025-05-02.
37. ↑  „Greece, Ukraine sign security agreement in Brussels | eKathimerini.com”. www.ekathimerini.com (на језику: енглески). 2024-10-17. Приступљено 2025-05-02.
38. ↑  „The government approved the security agreement with Ukraine”. Fakti.bg - Да извадим фактите наяве (на језику: бугарски). Приступљено 2025-05-02.
39. ↑  „Glavchev: Agreement with Ukraine Should Best Be Signed by Regular Cabinet, but Parliament Has to Resolve”. www.bta.bg (на језику: енглески). Приступљено 2025-05-02.
40. ↑  „PM Glavchev: President Zelenskyy Was Fully Understanding that We Will Not Sign Agreement without National Assembly Resolution”. www.bta.bg (на језику: енглески). Приступљено 2025-05-02.
41. ↑  „PM Glavchev Seeks Mandate from Parliament to Sign Security Cooperation Agreement with Ukraine, Gets Mostly Negative Response”. www.bta.bg (на језику: енглески). Приступљено 2025-05-02.
42. ↑  „One Hundred Year Partnership agreement between the United Kingdom of Great Britain and Northern Ireland and Ukraine”. GOV.UK (на језику: енглески). Приступљено 2025-05-02.
43. ↑  „Albania signs 10-year security cooperation agreement with Ukraine”. The Kyiv Independent (на језику: енглески). 2025-01-21. Приступљено 2025-05-02.
44. 1 2  „Україна розірвала дипломатичні відносини з Росією” (на језику: украјински). 24. 2. 2022. Приступљено 24. 2. 2022.
45. ↑  „Ukraine and Iraq refute newspaper's allegations of illegal weapons deals (07/21/02)”. www.ukrweekly.com. Архивирано из оригинала 2008-07-24. г. Приступљено 2017-02-18.
46. 1 2  2010 CIA World Factbook
47. ↑  „NAU-Online -> Про утворення державного підприємства "Інвест Україна"”. Архивирано из оригинала 2011-10-06. г. Приступљено 2022-02-25.
48. ↑  „Ïðî óòâîðåííÿ Äåðæàâíîãî àãåíòñòâà Óêðà¿íè ç óïðàâë³ííÿ... - â³ä 30.06.2010 ¹ 570”. Приступљено 20. 2. 2015.